# Andreu Dameson i Aspa
Andreu Dameson i Aspa (La Garriga, Vallès Oriental, 17 de setembre de 1897 - Buenos Aires, Argentina, 11 d'abril de 1968 fou un dibuixant, pintor, escriptor i periodista català.
Començà de molt jove dibuixant a la revista satírica garriguenca El Xàfec, els anys 1915 i 1916. El 1918 va anar a estudiar dibuix a Barcelona i més tard a París. De retorn a Catalunya, va col·laborar en les revistes L'Esquella de la Torratxa i La Campana de Gràcia, a més a més de diverses publicacions locals del Vallès Oriental, com ara La Gralla de Granollers o, més tard, durant la Segona República Espanyola, El Farell de Caldes de Montbui o El Congost de la Garriga.
El 1923 es traslladà a l'Argentina, on inicià la seva col·laboració als diaris La Acción, Diario del Plata i La Unión. però la mort del seu pare l'obligà a tornar a la Garriga. Després d'una segona estada a París, el 1927 va retornar a l'Argentina on va col·laborar al diari Ultima HoraCursiva i va ser director artístic de l'Editorial Atlántida. Es casà amb Susana Junon, filla de l'ambaixador francès a Buenos Aires i tingueren un fill. L'any 1932 va prendre part en un concurs internacional de caricatura celebrat a Nova York on hi va obtenir el primer premi amb una caricatura de Francesc Macià, en competència amb altres artistes internacionals.
Va fer exposicions a Barcelona, París i l'Argentina amb caricatures de Mahatma Gandhi, Macià, Francesc Cambó i George Bernard Shaw entre d'altres. Aquesta última fou adquirida pel mateix Bernard Shaw.
L'any 1932 retorna a Catalunya i el 1933 fou nomenat fill predilecte de la Garriga. Durant la guerra civil espanyola va fer una exposició de dibuixos i retrats de caps d'Estat de tot el món, el producte de la qual fou destinat a l'ajut dels orfes catalans de la guerra. Es va especialitzar en el dibuix de caricatures. Va retratar amb molta psicologia els polítics catalans i espanyols, el Comissariat de Propaganda de la Generalitat en va editar una petita col·lecció de postals dins un sobre sota el títol Cinc Figures de la República. Un exemple de les caricatures que s'han donat a conèixer més són les dels presidents Francesc Macià i Josep Tarradellas.
Acabada la guerra, s'exilià primer a França i després a l'Argentina, d'on ja no tornaria i on treballà i col·laborà en els diaris i revistes Crítica, Ressorgiment i Catalunya. El seu dibuix per a la portada del número de novembre de 1940 de la revista Catalunya de Buenos Aires, una al·legoria a l'execució de Lluís Companys pel règim franquista va fer la volta al món. Durant aquesta etapa es va consolidar com a caricaturista i il·lustrador, va ser membre actiu del Casal Català de Buenos Aires, va participar i obtenir premis en Jocs Florals i va tenir càrrecs en el Ministeri d'Educació argentí. L'11 d'abril de 1968, dijous sant, va morir a Buenos Aires i va ser enterrat al cementiri de la Chacarita.